# Kościół Chrystusa Króla w Szczecinie (Skolwin)
Kościół Chrystusa Króla w Szczecinie – rzymskokatolicki kościół parafialny znajdujący się w szczecińskim Skolwinie. Należy do dekanatu Szczecin-Żelechowo archidiecezji szczecińsko-kamieńskiej.

## Historia
W 1286 roku biskup kamieński Hermann von Gleichen zezwolił proboszczowi kościoła Mariackiego w Szczecinie na objęcie duchowej opieki nad wzniesioną świątynią w Skolwinie. W 1484 roku świątynia razem z wsią stała się własnością kościoła Mariackiego w Szczecinie. W drugiej połowie XV stulecia kościół został gruntownie przebudowany. Podczas wojny trzydziestoletniej świątynia doznała poważnych uszkodzeń. Obecna forma budowli pochodzi z czasów odbudowy w 1689 roku. W drugiej połowie XVII stulecia świątynia została zdegradowana do roli kościoła filialnego parafii Szczecin-Glinki. Kościół uniknął zniszczeń podczas II wojny światowej i został poświęcony w dniu 11 sierpnia 1946 roku jako świątynia katolicka, jednocześnie otrzymał wezwanie Chrystusa Króla. 

## Architektura

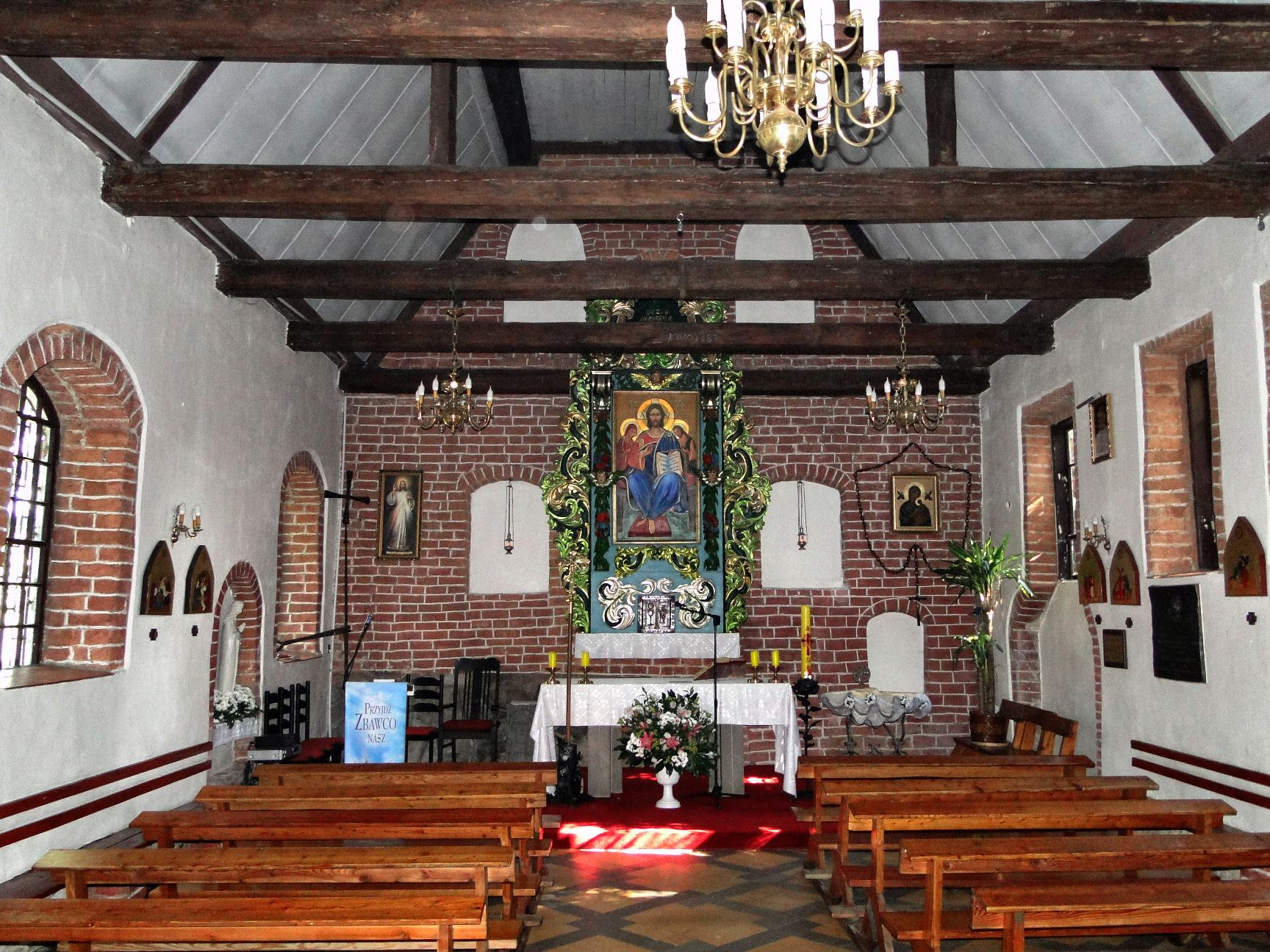
Wnętrze świątyni

Budowla została wzniesiona na planie prostokąta, nie posiada wyodrębnionego prezbiterium, od zachodu znajduje się wieża. Kościół jest orientowany, jego ściany zostały zbudowane z cegły gotyckiej. Świątynia została postawiona na kamiennym fundamencie, składającym się z wielkich głazów narzutowych. Budowla jest otoczona fazowanym cokołem oraz zakończona półkolistym gzymsem wykonanym z cegły z belką wykonana z drewna.

## Wyposażenie
Do wyposażenia świątyni należą: odtworzona nadstawa ołtarza ambonowego w stylu barokowym z 1692 roku, elementy czaszy ambony, empora organowa w stylu barokowym oraz prospekt organowy w stylu neorenesansowym (instrument zachował się do dzisiaj) a także dwa świeczniki i żyrandole w stylu barokowym z 1692 roku.